# Distretto di Doğanşehir
Il distretto di Doğanşehir (in turco Doğanşehir ilçesi) è uno dei distretti della provincia di Malatya, in Turchia.